# WHAT? **PHYSICAL**
『WHAT? **PHYSICAL**』（ワット・フィジカル）は、2001年7月4日にリリースされたコタニキンヤの2枚目のアルバム（MC-K2名義でリリースされた作品を含めると通算3枚目）。発売元はアンティノスレコード。

## 概要
Mad Soldiersがプロデュースを手掛けた最後のアルバム。累計売上は1.3万枚を記録した。収録曲「THE RAGE BEAT」はテレビアニメ『グラビテーション』挿入歌に起用され、後にシングル「This is GRAVITATION Vol.2」にてセルフカバーされている。初回特典として2001年8月に中野サンプラザ、名古屋市民会館ビレッジホール、メルパルク大阪で行われた浅倉大介プロデュースのアーティストによるジョイントライブ「GARDEN LIVE Act.2 Splash Dolphin's GARDEN」（出演はコタニキンヤ、サカノウエヨースケ、The Seeker、RUN&GUN）のバックステージ参加企画応募券を封入。

## 収録曲
1. Far east of EDEN
  - 作詞：コタニキンヤ　作曲/編曲：Mad Soldiers
2. No! Virtual
  - 作詞：Mad Soldiers・Solea　作曲/編曲：Mad Soldiers
3. Easy Action
  - 作詞：Mad Soldiers・Solea　作曲/編曲：Mad Soldiers
4. MASKING PLEASURE AROUND
  - 作詞・作曲/編曲：Mad Soldiers
5. 猛烈ファイヤー〜憂鬱をぶっとばせ〜
  - 作詞：コタニキンヤ　作曲/編曲：Mad Soldiers
6. Glaring Dream
  - 作詞・作曲/編曲：Mad Soldiers
7. ROCKIN’STATION
  - 作詞・作曲/編曲：Mad Soldiers
8. THE RAGE BEAT
  - 作詞・作曲/編曲：Mad Soldiers
9. Sweet Sweet Samba
  - 作詞・作曲/編曲：Mad Soldiers
10. like a cowboy
  - 作詞・作曲/編曲：Mad Soldiers
11. Love Stuff
  - 作詞：Mad Soldiers・Solea　作曲/編曲：Mad Soldiers